# Ulrich Stutz
Ulrich Stutz (Zurigo, 5 maggio 1868 – Berlino, 6 luglio 1938) è stato un giurista e storico tedesco pioniere degli studi accademici sul diritto canonico e in particolare noto per la sua teoria sulla chiesa proprietaria e il suo ruolo nella storia del cristianesimo in età medievale.
Studiò a Zurigo e Berlino, ottenendo il dottorato nel 1892 con una tesi sui beni ecclesiastici nel Medioevo. La sua brillante carriera accademica lo portò a insegnare a Basilea, Friburgo, Bonn e infine Berlino. Fondò un istituto dedicato allo studio del diritto canonico. Ebbe tra i suoi allievi studiosi di spicco, come Stephan Kuttner e Hans Erich Feine. Pur essendo nazionalista, si oppose al nazismo e si ritirò nel 1936. Morì nel 1938.